# Fenestella albionensis
Fenestella albionensis is een mosdiertjessoort uit de familie van de Fenestellidae. De wetenschappelijke naam van de soort is voor het eerst geldig gepubliceerd in 1884 door Spencer.